# Chaskiel Naumberg
Chaskiel Naumberg (zm. 1856) – duchowny żydowski.
W latach 1819–1823 był rabinem w Lutomiersku, w latach 1823–1833 w Konstantynowie Łódzkim, a od roku 1833 do śmierci rabinem Łodzi. Był pierwszym rabinem pochowanym na Starym cmentarzu żydowskim w Łodzi.